# Columnea queremalensis
Columnea queremalensis är en tvåhjärtbladig växtart som beskrevs av M. Amaya, L.E. Skog och L.P. Kvist. Columnea queremalensis ingår i släktet Columnea och familjen Gesneriaceae. Inga underarter finns listade i Catalogue of Life.